# Cécile Lignot
 (décembre 2023).
Si vous disposez d'ouvrages ou d'articles de référence ou si vous connaissez des sites web de qualité traitant du thème abordé ici, merci de compléter l'article en donnant les références utiles à sa vérifiabilité et en les liant à la section « Notes et références ».
Cécile Lignot (née le 19 novembre 1971 à Bastia) est une athlète française, spécialiste du lancer du marteau. 

## Biographie
Elle remporte trois titres de championne de France du lancer du marteau , en 1994, 1997 et 1999.
Elle améliore à quatre reprises le record de France du lancer du marteau, le portant à 58,60 m, 59,74 m et 63,88 m en 1997, puis à 64,15 m en 1998.

### Palmarès
- Championnats de France d'athlétisme :
  - 3 fois vainqueur du lancer du marteau en 1994, 1997 et 1999.

### Records
| Épreuve           | Performance | Lieu | Date |
| ----------------- | ----------- | ---- | ---- |
| Lancer du marteau | 65,39 m     |      | 1999 |